# 酸価
酸価（さんか、acid value, AV）とは、油脂の精製および変質の指標となる数値のひとつ。「油脂1グラム中に存在する遊離脂肪酸を中和するのに必要な水酸化カリウムのミリグラム数」を酸価として定義している。

## 概要
パーム油、ヤシ油、こめ油の原油（未精製の油脂）が一般に酸価が高い（7 - 20程度）のは、これらの原料に含まれる加水分解酵素の力が強いからである。しかし食用油とするときには、いずれの油脂も酸価が0.5以下、冷用のサラダ油では0.2以下ぐらいまで脱酸して精製しなければならない。つまり酸価は、油脂の精製の程度を示す指標となるのである。
これとは別に、精製された油でもそれを揚げ物に使うと、油脂が高温で水と反応するために加水分解が起こり、酸価が上昇する。また、油脂が自動酸化すると、脂肪酸の炭素鎖が切れてアルデヒドが生成され、さらにその部分が酸化してカルボン酸となる結果、酸価が上昇する。したがって、酸価は油脂の変質の指標ともなるのである。